# Liste der Kulturdenkmale in Schönwalde am Bungsberg
In der Liste der Kulturdenkmale in Schönwalde am Bungsberg sind alle Kulturdenkmale der schleswig-holsteinischen Gemeinde Schönwalde am Bungsberg (Kreis Ostholstein) und ihrer Ortsteile aufgelistet (Stand: 14. April 2025).

## Legende
In den Spalten befinden sich folgende Informationen:
- Objekt-ID: die Nummer des Kulturdenkmales
- Lage: die Adresse des Kulturdenkmales und die geographischen Koordinaten. Kartenansicht, um Koordinaten zu setzen. In der Kartenansicht sind Kulturdenkmale ohne Koordinaten mit einem roten Marker dargestellt und können in der Karte gesetzt werden. Kulturdenkmale ohne Bild sind mit einem blauen Marker gekennzeichnet, Kulturdenkmale mit Bild mit einem grünen Marker.
- Offizielle Bezeichnung: Bezeichnung des Kulturdenkmales
- Beschreibung: die Beschreibung des Kulturdenkmales
- Bild: ein Bild des Kulturdenkmales

## Sachgesamtheiten
| Objekt-ID      | Lage                                          | Offizielle Bezeichnung | Beschreibung | Bild                             |
| -------------- | --------------------------------------------- | ---------------------- | --- | -------------------------------- |
| 40780 Wikidata | Eutiner Straße (54° 11′ 15″ N, 10° 45′ 17″ O) | Kirche Schönwalde      | Aktualisierung vorgesehen - Begründung: geschichtlich, künstlerisch, städtebaulich, Kulturlandschaft prägend - Schutzumfang: Kirche mit Ausstattung, Kirchhof, Grabmale bis 1870, Feldsteinböschung, Lindenkranz | weitere Fotos \| Fotos hochladen |
| 52208          | Eutiner Straße (54° 11′ 5″ N, 10° 45′ 0″ O)   | Grünanlage             | Grünanlage; Grünanlage 1883, F. Meyer, Doppeleiche 1898, Ehrenmal nach 1918 und nach 1954; parkähnliche Grünanlage mit schlängelnder Wegeführung; mit Doppeleiche mit Gedenkstein und Ehrenmal für die Gefallenen beider Weltkriege - Begründung: geschichtlich, städtebaulich - Schutzumfang: Park, Doppeleiche mit Gedenkstein, Ehrenmal für die Gefallenen beider Weltkriege | BW                               |
| 40781 Wikidata | Jahnweg (54° 11′ 12″ N, 10° 45′ 18″ O)        | Pastoratshof           | Aktualisierung vorgesehen - Begründung: geschichtlich, wissenschaftlich, künstlerisch, städtebaulich - Schutzumfang: Pastorat, Pastoratsscheune, ehem. Viehhaus | BW                               |

## Bauliche Anlagen
| Objekt-ID      | Lage                                              | Offizielle Bezeichnung          | Beschreibung | Bild                             |
| -------------- | ------------------------------------------------- | ------------------------------- | --- | -------------------------------- |
| 3039 Wikidata  | Bungsberghof (54° 12′ 34″ N, 10° 43′ 30″ O)       | Elisabethturm                   | Der Aussichtsturm wurde 1863 bis 1864 erbaut. Der Turm ist aus Granitquadern im klassizistischen Stil errichtet worden. Im Jahre 1875 wurde der Turm auf 23 Meter erhöht. Alteintragung (Aktualisierung vorgesehen) - Begründung: Alteintragung (Aktualisierung vorgesehen) - Schutzumfang: Alteintragung (Aktualisierung vorgesehen) - Denkmaltyp: Bauliche Anlage | weitere Fotos \| Fotos hochladen |
| 817 Wikidata   | Dorfstraße 1 (54° 10′ 23″ N, 10° 48′ 34″ O)       | Gut Kniphagen: Instenkate (1)   | Alteintragung (Aktualisierung vorgesehen) - Begründung: Alteintragung (Aktualisierung vorgesehen) - Schutzumfang: Alteintragung (Aktualisierung vorgesehen) - Denkmaltyp: Bauliche Anlage | BW                               |
| 818 Wikidata   | Dorfstraße 2 (54° 10′ 24″ N, 10° 48′ 28″ O)       | Gut Kniphagen: Instenkate (2)   | Alteintragung (Aktualisierung vorgesehen) - Begründung: Alteintragung (Aktualisierung vorgesehen) - Schutzumfang: Alteintragung (Aktualisierung vorgesehen) - Denkmaltyp: Bauliche Anlage | BW                               |
| 819 Wikidata   | Dorfstraße 3 (54° 10′ 22″ N, 10° 47′ 7″ O)        | Gut Kniphagen: Instenkate (3)   | Alteintragung (Aktualisierung vorgesehen) - Begründung: Alteintragung (Aktualisierung vorgesehen) - Schutzumfang: Alteintragung (Aktualisierung vorgesehen) - Denkmaltyp: Bauliche Anlage | BW                               |
| 8770 Wikidata  | Dorfstraße 4 (54° 10′ 24″ N, 10° 48′ 29″ O)       | Gut Kniphagen: Instenkate (4)   | Alteintragung (Aktualisierung vorgesehen) - Begründung: Alteintragung (Aktualisierung vorgesehen) - Schutzumfang: Alteintragung (Aktualisierung vorgesehen) - Denkmaltyp: Bauliche Anlage | BW                               |
| 2081 Wikidata  | Eutiner Straße (54° 11′ 15″ N, 10° 45′ 17″ O)     | Kirche mit Ausstattung          | Die evangelische Kirche ist ein Sallbau aus Feldstein und wurde 1240 erbaut. Im Laufe der Zeit wurde die Kirche mehrmals umgebaut, so wurden 1957 zwei Portale im Süden der Kirche im Stil der Neugotik erstellt. Im Inneren eine dreiteile Altarwand aus dem Jahr 1762. Der Taufengel stammt aus dem Jahr 1750. Alteintragung (Aktualisierung vorgesehen) - Begründung: geschichtlich, künstlerisch, städtebaulich - Schutzumfang: gesamtes Objekt - Denkmaltyp: Bauliche Anlage, Sachgesamtheit: Kirche Schönwalde | weitere Fotos \| Fotos hochladen |
| 3769 Wikidata  | Eutiner Straße 28 (54° 11′ 7″ N, 10° 45′ 5″ O)    | Doktorhaus: nördl. Seitenflügel | Alteintragung (Aktualisierung vorgesehen) - Begründung: geschichtlich, städtebaulich - Schutzumfang: Alteintragung (Aktualisierung vorgesehen) - Denkmaltyp: Bauliche Anlage | BW                               |
| 3770 Wikidata  | Eutiner Straße 30 (54° 11′ 6″ N, 10° 45′ 5″ O)    | Sog. Doktorhaus                 | Alteintragung (Aktualisierung vorgesehen) - Begründung: Alteintragung (Aktualisierung vorgesehen) - Schutzumfang: Alteintragung (Aktualisierung vorgesehen) - Denkmaltyp: Bauliche Anlage | BW                               |
| 12419 Wikidata | Eutiner Straße 30 (54° 11′ 6″ N, 10° 45′ 5″ O)    | Doktorhaus: südl. Seitenflügel  | Alteintragung (Aktualisierung vorgesehen) - Begründung: geschichtlich, städtebaulich - Schutzumfang: Alteintragung (Aktualisierung vorgesehen) - Denkmaltyp: Bauliche Anlage | BW                               |
| 9444 Wikidata  | Jahnweg (54° 11′ 12″ N, 10° 45′ 13″ O)            | Pastorat                        | Alteintragung (Aktualisierung vorgesehen) - Begründung: geschichtlich, wissenschaftlich, künstlerisch, städtebaulich - Schutzumfang: Alteintragung (Aktualisierung vorgesehen) - Denkmaltyp: Bauliche Anlage, Sachgesamtheit: Pastoratshof | BW                               |
| 9442 Wikidata  | Jahnweg (54° 11′ 13″ N, 10° 45′ 15″ O)            | Pastoratsscheune                | Alteintragung (Aktualisierung vorgesehen) - Begründung: geschichtlich, wissenschaftlich, künstlerisch, städtebaulich - Schutzumfang: Alteintragung (Aktualisierung vorgesehen) - Denkmaltyp: Bauliche Anlage, Sachgesamtheit: Pastoratshof | BW                               |
| 9451 Wikidata  | Jahnweg (54° 11′ 11″ N, 10° 45′ 14″ O)            | ehem. Viehhaus                  | Alteintragung (Aktualisierung vorgesehen) - Begründung: geschichtlich, städtebaulich - Schutzumfang: Alteintragung (Aktualisierung vorgesehen) - Denkmaltyp: Bauliche Anlage, Sachgesamtheit: Pastoratshof | BW                               |
| 812 Wikidata   | Ortsteil Kniphagen (54° 10′ 25″ N, 10° 47′ 18″ O) | Gut Kniphagen: Herrenhaus       | Alteintragung (Aktualisierung vorgesehen) - Begründung: Alteintragung (Aktualisierung vorgesehen) - Schutzumfang: Alteintragung (Aktualisierung vorgesehen) - Denkmaltyp: Bauliche Anlage | BW                               |
| 813 Wikidata   | Ortsteil Kniphagen (54° 10′ 26″ N, 10° 47′ 20″ O) | Gut Kniphagen: Reitstall        | Alteintragung (Aktualisierung vorgesehen) - Begründung: Alteintragung (Aktualisierung vorgesehen) - Schutzumfang: Alteintragung (Aktualisierung vorgesehen) - Denkmaltyp: Bauliche Anlage | BW                               |
| 814 Wikidata   | Ortsteil Kniphagen (54° 10′ 27″ N, 10° 47′ 19″ O) | Gut Kniphagen: Scheune          | Alteintragung (Aktualisierung vorgesehen) - Begründung: Alteintragung (Aktualisierung vorgesehen) - Schutzumfang: Alteintragung (Aktualisierung vorgesehen) - Denkmaltyp: Bauliche Anlage | BW                               |
| 816 Wikidata   | Ortsteil Kniphagen (54° 10′ 28″ N, 10° 47′ 13″ O) | Gut Kniphagen: Speicher         | Alteintragung (Aktualisierung vorgesehen) - Begründung: Alteintragung (Aktualisierung vorgesehen) - Schutzumfang: Alteintragung (Aktualisierung vorgesehen) - Denkmaltyp: Bauliche Anlage | BW                               |
| 815 Wikidata   | Ortsteil Kniphagen (54° 10′ 27″ N, 10° 47′ 16″ O) | Gut Kniphagen: Viehhaus         | Alteintragung (Aktualisierung vorgesehen) - Begründung: Alteintragung (Aktualisierung vorgesehen) - Schutzumfang: Alteintragung (Aktualisierung vorgesehen) - Denkmaltyp: Bauliche Anlage | BW                               |
| 13256          | Rabensberg 7 (54° 13′ 12″ N, 10° 46′ 41″ O)       | Scheidekate                     | Scheidekate; 1878; eingeschossiger Backsteinbau über T-förmigem Grundriss, reetgedecktes Satteldach; mit Nebengebäude - Begründung: geschichtlich, Kulturlandschaft prägend - Schutzumfang: Scheidekate, Nebengebäude - Denkmaltyp: Bauliche Anlage | BW                               |

## Gründenkmale
| Objekt-ID      | Lage                                          | Offizielle Bezeichnung | Beschreibung | Bild            |
| -------------- | --------------------------------------------- | ---------------------- | --- | --------------- |
| 20998 Wikidata | Eutiner Straße (54° 11′ 14″ N, 10° 45′ 16″ O) | Kirchhof               | Alteintragung (Aktualisierung vorgesehen) - Begründung: geschichtlich, Kulturlandschaft prägend - Schutzumfang: Kirchhof, Grabmale bis 1870, Feldsteinböschung, Lindenkranz - Denkmaltyp: Gründenkmal, Sachgesamtheit: Kirche Schönwalde                          | BW              |
| 21740          | Eutiner Straße (54° 11′ 5″ N, 10° 45′ 2″ O)   | Doppeleiche            | Doppeleiche; 1898 gepflanzt; zum 50-jährigen Jubiläum an die Schleswig-Holsteinische Erhebung von 1848; mit Gedenkstein - Begründung: geschichtlich, städtebaulich - Schutzumfang: Doppeleiche, Gedenkstein - Denkmaltyp: Gründenkmal, Sachgesamtheit: Grünanlage | Fotos hochladen |
| 43084          | Hauptstraße (54° 12′ 47″ N, 10° 46′ 27″ O)    | Friedenseiche          | Friedenseiche; nach 26. Februar 1871; Gedenkbaum; Findlingsstein mit der Inschrift „1870 1871“ - Begründung: geschichtlich, städtebaulich - Schutzumfang: Friedenseiche, Gedenkstein - Denkmaltyp: Gründenkmal                                                    | BW              |

## Quelle
- Liste der Kulturdenkmale in Schleswig-Holstein – Kreis Ostholstein (PDF)

- Karte mit allen Koordinaten:
- OSM |
- WikiMap